# Catarina Ligendza
Catarina Ligendza, född Beyron den 18 oktober 1937 i Stockholm, är en svensk operasångare och dramatisk sopran.

## Biografi
Ligendza är dotter till Brita Hertzberg och Einar Beyron som båda var hovsångare vid Kungliga Teatern i Stockholm. Hon studerade först vid musikhögskolan i Wien, sedan mellan 1959 och 1963 för Henriette Klink-Schneider vid bayerska statskonservatoriet i Würzburg och slutligen för Josef Greindl vid musikhögskolan i Saarbrücken.
Ligendza är gift med den tyske oboisten och dirigenten Peter Ligendza.

## Karriär och roller
År 1963 debuterade hon i Linz som grevinnan i Figaros bröllop, Antonia i Hoffmanns äventyr och Elisabeth i Tannhäuser. År 1964 kom hon till Braunschweig som Undine, Micaela i Carmen och Alice Ford i Verdis Falstaff. År 1965 till 1969 engagerades hon till operan i Saarbrücken som Arabella, Marskalkinnan, Elsa, Brünnhilde, Desdemona. År 1969 till 1987 var hon ensemblemedlem vid Deutsche Oper Berlin. Där sjöng hon bland annat Ariadne, Chrysothemis, Amelia i Maskeradbalen, Leonore i Fidelio, Brünhilde i Nibelungens ring och Isolde i Tristan och Isolde.
Hon gästspelade återkommande vid operahusen i Hamburg och Stuttgart, München och på Wiener Staatsoper där hon sjöng Fidelio, Brünnhilde, Isolde, Ariadne, Lisa i Spader dam med mera samt Elsa med bland andra Plácido Domingo som Lohengrin. År 1970 och 1982 engagerades Catarina Ligendza av Herbert von Karajan till Påskfestspelen i Salzburg som tredje nornan, Fidelio och Senta. År 1971 var hon på Covent Garden i London som Senta i Den flygande holländaren, på Metropolitan i New York som Leonore i Beethovens Fidelio och på La Scala i Milano 1972 som Arabella med dirigenten Wolfgang Sawallisch och 1978 som Isolde i regi av Wolfgang Wagner och Carlos Kleiber som dirigent.
Som dramatisk sopran inom Wagner-facket profilerade sig Catarina Ligendza bland annat vid Festspelen i Bayreuth där hon mellan 1971 och 1977 sjöng Brünnhilde och Isolde i regi av August Everding och med Carlos Kleiber och Horst Stein som dirigenter. 1987 återkom hon till Bayreuth och sjöng Elsa i Lohengrin och Isolde i en uppsättning av Tristan och Isolde med Jean-Pierre Ponnelle som regissör och Daniel Barenboim som dirigent.
Hon deltog som Brünnhilde i Nibelungens ring vid Operan i Frankfurt 1984–1987 i den uppmärksammade regin av Ruth Berghaus och med Michael Gielen som dirigent. År 1987 medverkade hon som Brünnhilde med Deutsche Oper Berlin i Yokohama och Tokyo där Nibelungens ring spelades för första gången i sin helhet i Japan.
Ligendza hade förmånen att få arbeta med sin tids främsta dirigenter såsom Carlos Kleiber, Herbert von Karajan, Daniel Barenboim, Lorin Maazel, Wolfgang Sawallisch, Michael Gielen, Otmar Suitner, Karl Böhm, Eugen Jochum med mera och regissörer som Götz Friedrich, Ruth Berghaus, Herbert Wernicke, Achim Freyer, Jean-Pierre Ponnelle, Wolfgang Wagner och August Everding. Hon har varit en av kandidaterna till posten som operachef i Stockholm.
Tillsammans med sin make Peter Ligendza gjorde sångerskan konserter och inspelningar på Sveriges Radio, Sender Freies Berlin, DGG och bayerska radion och uppträdde bland annat 1976 vid internationella Bachfestspelen i Ansbach, och i en direktsänd tv-konsert med Norrköpings symfoniorkester och Thomas Schuback som dirigent (SVT 1973). År 1974 framförde de med Kungliga Hovkapellet konsertarior och oboekonsert KV 314 av Mozart på Drottningholm (Sveriges Radio 1974).
Ligendza medverkade i flera operafilmer: som Senta i Den flygande holländaren (regi: Vaclav Kaslik, dirigent: Wolfgang Sawallisch), som Elsa i Lohengrin (regi: August Everding, dirigent: Wolfgang Sawallisch, som Agathe i Friskytten (regi: Achim Freyer, dirigent: Dennis Russell-Davis), som Chrysothemis i Elektra.
Ligendza avslutade sin karriär 1988.

## Verksamhet i Sverige
Ligendza har gjort få framträdanden i Sverige; det första skedde 1963 med Sveriges Radios symfoniorkester under ledning av Nils Grevillius, där hon bland annat sjöng båda Liu-ariorna ur Turandot av Puccini och ”sången till månen” ur Dvoraks Rusalka (Sveriges Radio 1963). År 1965 sjöng hon med Göteborgs Symfoniorkester under ledning av Bogo Leskovitch, Jaroslavnas aria ur Furst Igor, Desdemonas slutscen ur Otello av Verdi och Vainos båda sånger ur Arnljot av Wilhelm Peterson-Berger (Sveriges Radio 1965). Den 26 mars 1972 sjöng hon på Folkborgen i Norrköping i närvaro av sångerskans föräldrar. År 1972 sjöng hon även för första gången på Stockholmsoperan och hyllades då för sina insatser som Elsa i Wagners Lohengrin och Brünnhilde i Valkyrian. Hon återkom senare som Brünnhilde i hela Nibelungens ring och Elisabeth i Tannhäuser. År 1976 sjöng Ligendza med Sveriges Radios symfoniorkester och dirigenten Walter Weller Vier letzte Lieder av Richard Strauss SVT 1978).

## Priser och utmärkelser
- Kammersängerin av både statsoperan i Stuttgart och Deutsche Oper Berlin.
- Föreslogs av Operastyrelsen 1984 till hovsångerska. Detta avslogs dock med motiveringen att hon sjungit vid för få tillfällen i Sverige. (Hagman, 2001).
- Invaldes som ledamot nr 803 av Kungliga Musikaliska Akademien den 16 oktober 1975.[2]
- 2004 fick Ligendza ta emot Kungens medalj Litteris et Artibus.

## Diskografi
- Eva i Wagners Mästersångarna i Nürnberg. Dirigent Eugen Jochum. DG 3378068 (5 MC). Även som LP och CD.
- Tredje Nornan i Wagners Ragnarök. Dirigent Herbert von Karajan. DG 457 795-2 (4 CD).
- Isolde i Wagners Tristan och Isolde. Med Helge Brilioth. Bayreuth 1974. Dirigent Carlos Kleiber. Golden Melodram GM 1.00.36. (3 CD). Även utgiven av Opera d'Oro. (www.amazon.co.uk).
- Isolde i Wagners Tristan och Isolde. Med Helge Brilioth. Bayreuth 1975. Dir. Carlos Kleiber. Premiere Opera 8138-3. (www.premiereopera.com). Även utgiven av House of Opera CD14131. (www.operapassion.com).
- Isolde i Wagners Tristan och Isolde. Bayreuth 1976. Dir. Carlos Kleiber. Premiere Opera 3297-3. (www.premiereopera.com). Även på House of Opera CD90555. (www.operapassion.com).
- Isolde i Wagners Tristan och Isolde. Bayreuth 1977. Dir. Daniel Barenboim. House of Opera CD14142. (www.operapassion.com).
- Isolde i Wagners Tristan och Isolde. La Scala, Milano 1978. Dirigent Carlos Kleiber. Myto records MCD 993.208. (3 CD). Även utgiven av Premiere Opera. (www.premiereopera.com).
- Isolde i Wagners Tristan och Isolde. Stuttgart 1973. Dirigent Carlos Kleiber. Living stage LS 1052 P 2003. (3 CD).
- Isolde i Wagners Tristan och Isolde. Trieste 13 december 1969. Dirigent L. Toffolo. Melodram MEL 37072. (3 CD). Även på House of Opera CD14126. (www.operapassion.com).
- Isolde i Wagners Tristan och Isolde. Bayreuth 1987. Dir. Daniel Barenboim. House of Opera CD14142. (www.operapassion.com).
- Isolde i Wagners Tristan och Isolde. Bayreuth 1977. Dir. Horst Stein. House of Opera CD14133. (www.operapassion.com). Alternativ bandupptagning från samma tillfälle: House of Opera CD83071.
- Brünnhilde i Wagners Der Ring des Nibelungen. Dirigent Horst Stein. Bayreuther Festspiele 1971/72/73. Radioutsändningar: Bayerischer Rundfunk.
- Brünnhilde i Wagners Ragnarök. Bayreuth 1971. Dir. Horst Stein. Premiere Opera 8670-4. (www.premiereopera.com).
- Brünnhilde i Wagners Ragnarök. Bayreuth 1972. Dir. Horst Stein. House of Opera CD3620. (www.operapassion.com)
- Brünnhilde i Wagners Der Ring des Nibelungen. Bayreuth 1961. Dir. Horst Stein. Opera Depot OD 10861-12.
- Brünnhilde i Wagners Ragnarök. Bayreuth 1973. House of Opera CD13606. (www.operpassion.com).
- Brünnhilde i Wagners Ragnarök. Frankfurt 1987. Dir. Michael Gielen. House of Opera CD 13626. (www.operapassion.com).
- Brünnhilde i Der Ring des Nibelungen. Bayreuth 1971. Dir. Horst Stein. Opera Depot OD 10861-12. Delarna även utgivna separat. (www.operadepot.com).
- Brünnhilde i Wagners Valkyrian. Bayreuth 1973. Akt 3. Ersatte på grund av sjukdom Berit Lindholm i akt 3. House of Opera CD14209. (www.operapassion.com).
- Brünnhilde i Wagners Ragnarök. Bayreuth 1973. Dir. Horst Stein. Opera Depot OD 10932-4.
- Brünnhilde i Wagners Valkyrian. Berlin 1984. Med Peter Hofmann. Dir. Jesus Lopes Cobos. House of Opera CD14224. (www.operapassion.com).
- Brünnhilde i Wagners Valkyrian. Berlin 1984. Generalrepetition. House of Opera CD24711. (operapassion.com).
- Brünnhilde i Wagners Ragnarök. Berlin 1985. Dir. Jesus Lopez Cobos. House of Opera CD99434. (www.operapassion.com).
- Brünnhilde i Wagners Siegfried. Berlin 1985. Dir. Jesus Lopez Cobos. House of Opera CD24340. (www.operapassion.com).
- Elsa i Wagners Lohengrin. Med Plácido Domingo. Wien 1985. Dir. Peter Schneider. Premiere Opera 2208-3. (www.premiereopera.com).
- Elsa i Wagners Lohengrin. Berlin 1982. Dir. Silvio Varviso. Premiere Opera 4983-3. (www.premiereopera.com).
- Elsa i Wagners Lohengrin. München 1978. Dir. Silvio Varviso. DVD. Premiere Opera DVD 6159. (www.premiereopera.com).
- Elisabeth i Wagners Tannhäuser. Berlin 1983. Dir. Jesus Lopez-Cobos. House of Opera CD84174. (www.operapassion.com).
- Brünnhilde i Wagners Valkyrian. Dir. Carlos Kleiber. Premiere Opera 3208-3. (www.premiereopera.com).
- Amelia i Verdis Maskeradbalen. Berlin 1976. House of Opera CD96320. (www.operapassion.com).
- Leonore i Beethovens Fidelio. Berlin 1984. Dir. DanielBarenboim. Generalrepetition. House of Opera CD24447. (operapassion.com).
- Elisabeth i Wagners Tannhäuser. Berlin 1982. Dir. Jesus Lopez Cobos. House of Opera CD24331. (www.operapassion.com).
- Senta i Den flygande holländaren. Dir. Herbert von Karajan. Salzburg 1983. House of Opera CD89674. (www.operapassion.com).
- G.F.Händel: Neun Deutsche Arien. DG 2536 380.
- Larsson, Lars-Erik, Förklädd gud. EMI 7243 4 72930 2 3.
- Senta i Wagners Der fliegende Holländer. Dirigent Wolfgang Sawallisch. DVD. DG 00440 073 4433.
- Senta i Wagners Der fliegende Holländer. DVD. House of Opera. Nummerbeteckning saknas. (www.operapassion.com).
- Chrysothemis i Richard Strauss Elektra. Dirigent Karl Böhm. VHS. Decca 071 400-3 DH. Även som DVD.
- Agahthe i von Webers Friskytten. Stuttgart. VHS. Longman Video 90 3975 2. Även som DVD.

Samtliga www-adresser lästa 25 februari 2013.